# October (empresa)
October (antiguamente Lendix) es una plataforma de financiación para las pequeñas y medianas empresas (PYME), opera en París, Madrid, Milán y Ámsterdam. Fundada por Olivier Goy en 2014, permite a las empresas pedir financiación a inversores particulares e institucionales.

## Actividad
October permite la financiación de proyectos de crecimiento a las empresas. El 82% de esta financiación es aportada por inversores institucionales a través de fondos y el 18% por inversores particulares.
Los inversores institucionales y los inversores se suscriben a un fondo de inversión gestionado por October Factory, una sociedad de gestión de carteras aprobada por la AMF.
Los particulares se suscriben directamente vía October IFP (Intermediario en Financiación Participativa), registrado en ORIAS. Pueden prestar hasta 2.000€ por proyecto.
Los inversores particulares y los inversores institucionales prestan a las empresas con tipos de interés fijados en función de la calidad del proyecto establecida por October y de la duración del proyecto.

### Creación
Olivier Goy, fundador de October, crea 123 Investment Managers en 2001, una sociedad de gestión que democratiza la inversión en capital a empresas no cotizadas abriéndola a los inversores particulares. October es la continuación lógica de 123 Investment Mánagers, abriendo la vía sobre una nueva clase de activos, el préstamo a las empresas.
El primer préstamo fue concedido en abril de 2015 a Alain Ducasse Entreprise para la financiación de 3 restaurantes parisinos (Benoit, A los Lyonnais, Rech) y La Manufacture de Chocolate Alain Ducasse. 

### Desarrollo
En noviembre de 2014, la plataforma recaudó 7 millones de euros[5] de Partech Ventures, Weber Investissements (Financière de l'Échiquier) y ejecutivos de October.
En marzo de 2015, con el fin de acelerar su desarrollo, October amplió su mesa redonda. La plataforma anuncia un importante aumento de capital con los principales inversores. Decaux Frères Investissements, el Banco Wormser Frères, Sycomore y dos family offices internacionales se han unido a los accionistas históricos del capital invirtiendo 3,2 millones de euros en capital y 25 millones de euros en la plataforma de October (prestados en la plataforma en las mismas condiciones que todos los clientes de October). En marzo de 2016, la empresa compró a su competidor Finsquare.
En abril de 2016, October anuncia la realización de una nueva ronda de financiación de 12 millones de euros, para financiar su expansión a España y a Italia. Esta recaudación de fondos se lleva a cabo con sus actuales accionistas (Decaux Frères Investissements, Partech Ventures, Sycomore Factory, Weber Investissements et Banque Wormser Frères sobre todo) y de institucionales : CNP Seguros, Matmut y Zencap AM (filial del grupo OFI AM).
Esta financiación de capital va acompañada de un importante compromiso por parte de los accionistas de convertirse también en inversores de October, por un importe superior a los 20 millones de euros.
En julio de 2016, October recibió la aprobación de l'Autorité des marchés financiers (AMF) y anunció el lanzamiento del primer FILPE (Fondo de Inversiones a Largo Plazo Europeo) en Europa, dedicado a la financiación de las empresas francesas, italianas y españolas.
En octubre de 2016, October llega a la #32.º posición del ranking mundial de las 100 Fintech líderes, realizado por KPMG y H2 Ventures.
Bpifrance se une a October suscribiendo el fondo de cofinanciación asociado a la plataforma en abril de 2017[. Este capital está destinado a ser prestado a pequeñas y medianas empresas francesas, españolas e italianas. 
En julio de 2017, el Banco europeo de Inversión (BEI), a través del Fondo Europeo de Inversión (FEI), se unió a la plataforma para aumentar la financiación a empresas francesas y europeas en 18,5 millones de euros. El anuncio se hizo en las oficinas de October en París en presencia de Bruno Le Maire, ministro de la Economía y de las Finanzas, de Ambrosio Fayolle, vicepresidente del BEI, de Olivier Goy, presidente y fundador de October, así como de los dirigentes de las empresas que se han beneficiado de una financiación, y acudieron al evento a contar su experiencia. 
En julio de 2017, en cantidad de préstamos October era número 1 en Francia. Resultó también ser número 1 en Europa continental y superó el umbral de los 100 millones de euros prestados a las empresas.
En noviembre de 2017, por segundo año consecutivo, October figuró en el ranking mundial de las 100 Fintech líderes realizado por KPMG y H2 Ventures.
En enero de 2018, la plataforma anunció una nueva financiación institucional de 200 millones de euros a favor de las empresas europeas, entre las que se encuentran el Banco Europeo de Inversión (BEI) a través del Fondo Europeo de Inversión (FEI), CNP Assurances, Eiffel IM, Groupama, Zencap AM, Matmut y Decaux Frères Investissements
En junio de 2018, October anunció una nueva ronda de financiación de 32 millones de euros para continuar su expansión en Europa. Esta recaudación de fondos se llevó a cabo con accionistas históricos (Partech, Matmut, Decaux Frères Investissements…) y 3 nuevos inversores europeos reconocidos : el fondo de capital riesgo Idinvest Partners, el líder europeo en seguros, Allianz y CIR S.p.A una sociedad italiana, propiedad de la familia Benedetti, que cotiza en bolsa. 
En julio de 2018, menos de 11 meses después de haber superado los 100 millones de euros, October superó los 200 millones de euros financiados en Francia, España e Italia conjuntamente.
En octubre de 2018 se situó en la #45 posición del ranking mundial de Fintech líderes realizado por KPMG y H2 Ventures por tercer año consecutivo.
A noviembre de 2018, October ha financiado más de 500 proyectos procedentes de empresas europeas de todos tamaños y de todos sectores de actividad (incluido Hotel OneShot, el Teatro Saint-Germain, 5àsec, Industrias Ramón Soler, Saint-Jean Industries,Reworld Media, La Folie Douce Val Thorens, Gimnasios Gymage, Rooseveltdis, Novae Aerospace, los chocolates Yves Thuriès, J.I.Z. Operaciones S.L., Hard Rock Café (Food&Moments Group), Sirio y Cantiere del Pardo).
En octubre de 2018, Lendix se convirtió en October para continuar acompañando a las empresas europeas en su crecimiento.

### Internacionalización
Con el fin de ampliar su campo de intervención, October se dirigió hacia Europa del Sur, con la creación de las filiales October España y October Italia.
En julio de 2016, October recibió la aprobación del regulador español, la CNMV (Comisión Nacional del Mercado de Valores), para operar como plataforma de préstamos para empresas en España. Los primeros proyectos españoles se publicaron en febrero de 2017, y permiten a empresas españolas pedir financiación en la plataforma a inversores procedentes de toda Europa.
En mayo de 2017, October también abrió la financiación a empresas italianas con el lanzamiento de los dos primeros proyectos. 
October, continuando con su compromiso de crear un mercado financiero europeo, continúa su expansión geográfica y anunció su apertura en Alemania y ha abierto en Países Bajos en noviembre de 2018.